# Jerrelle Benimon
Jerrelle Carlton Benimon (nacido el 1 de agosto de 1991 en Warrenton, Virginia) es un jugador de baloncesto estadounidense que actualmente milita en las filas del Bnei Herzliya de la Ligat Winner. Con 2,03 metros de estatura, juega en la posición de alero.

## Trayectoria deportiva

### Universidad
Jugó durante dos temporadas con los Hoyas de la Universidad de Georgetown, en las que apenas contó para su entrenador, John Thompson, siendo posteriormente transferido a los Tigers de la Universidad Towson, en la que pudo demostrar su valía, promediando 18,0 puntos, 11,2 rebotes y 3,1 asistencias por partido, siendo elegido las dos temporadas Jugador del Año de la Colonial Athletic Association, e incluido en los mejores quintetod absoluto y defensivo de la conferencia.

### Profesional
Tras no ser elegido en el Draft de la NBA de 2014, jugó con los Miami Heat la Liga de Verano de Orlando, y con los Denver Nuggets la NBA Summer League 2014 de Las Vegas, firmando contrato con este último equipo, pero siendo descartado antes del comienzo de la temporada 2014-15.
El 18 de noviembre fichó por los Idaho Stampede de la NBA D-League. El 4 de febrero fue elegido para disputar el  All-Star de la NBA D-League.
El 6 de marzo firmó un contrato por 10 días con los Utah Jazz de la NBA. Jugó dos partidos en los que no consiguió anotar, regresando posteriormente a los Stampede.